# Tuberculatus paranaracola
Tuberculatus paranaracola är en insektsart. Tuberculatus paranaracola ingår i släktet Tuberculatus och familjen långrörsbladlöss.

## Underarter
Arten delas in i följande underarter:
- T. p. hemitrichus
- T. p. paranaracola